# Mirella Freni

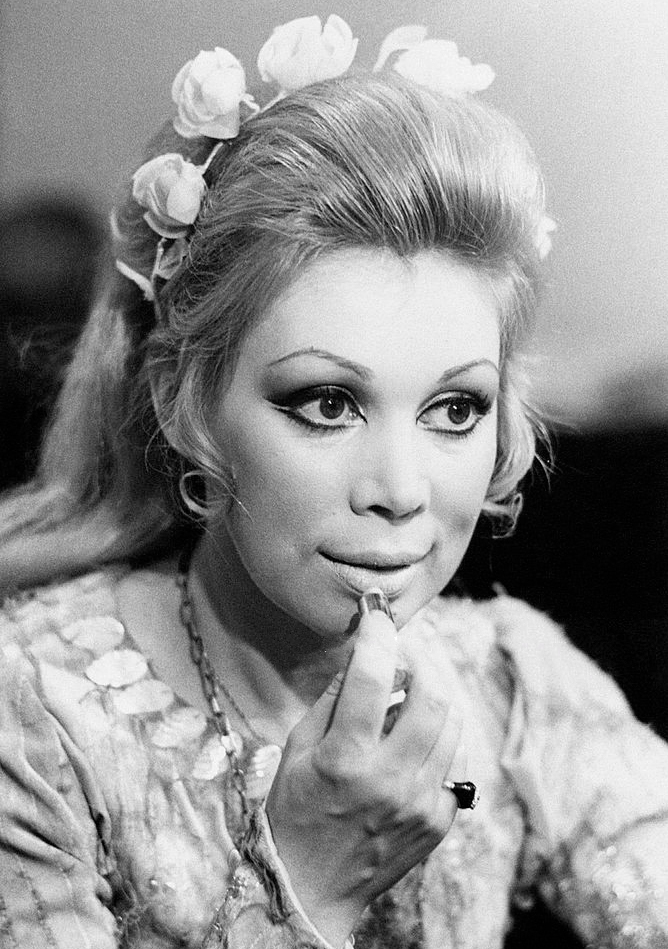
Mirella Freni (1970)

Mirella Freni, eigentlich Mirella Fregni (* 27. Februar 1935 in Modena; † 9. Februar 2020 ebenda), war eine italienische Opernsängerin (lyrischer Sopran).

## Karriere
Mirella Freni, aus einer Arbeiterfamilie stammend, wurde durch ihren Onkel Dante Arcelli ausgebildet. In den Jahren 1959–1960 wurde sie, zusammen mit Luciano Pavarotti und Felix Rolke, von Ettore Campogalliani ausgebildet. Sie debütierte 1955 in der Rolle der Micaëla in Carmen. Zu Beginn ihrer Karriere wurde sie durch Herbert von Karajan gefördert. Berühmt wurde sie in Rollen wie Violetta (La traviata), Tatjana (Eugen Onegin) und Mimì (La Bohème), aber auch als Susanna in Mozarts Le nozze di Figaro in der Verfilmung von Jean-Pierre Ponnelle.
Freni und der schwedische Tenor Nicolai Gedda, mit dem sie mehrere Opern aus dem italienischen und französischen Repertoire aufnahm, galten als „Traumpaar“ der Oper.
Häufig war sie Partnerin von Luciano Pavarotti, den sie seit ihrer Jugendzeit kannte. Unter anderem interpretierte sie an seiner Seite die Oper La Bohème anlässlich des 100. Jahrestages der Uraufführung. Im September 2007 kommentierte sie die Live-Übertragung der Trauerfeier für Luciano Pavarotti in der RAI.
Nach 50-jähriger Karriere zog Freni sich im Jahr 2005 zurück.

### Persönliches
Sie war in zweiter Ehe mit dem bulgarisch-österreichischen Bassisten Nikolaj Gjaurow verheiratet. Mirella Freni starb am 9. Februar 2020 im Alter von 84 Jahren in Modena.

## Ehrungen
- 1990: Großkreuz des Verdienstordens der Italienischen Republik[2]
- 1995: Commandeur des Ordre des Arts et des Lettres[3]

## Repertoire
- Bellini: Beatrice di Tenda – Beatrice
- Bellini: I puritani – Elvira
- Bizet: Carmen – Micaëla
- Boito: Mefistofele – Margherita
- Donizetti: L’elisir d’amore – Adina
- Donizetti: La fille du régiment – Maria (ital)
- Giordano: Fedora – Fedora
- Gounod: Faust – Marguerite
- Gounod: Roméo et Juliette – Juliette
- Mascagni: L’amico Fritz – Suzel
- Massenet: Manon – Manon (ital)
- Mozart: Don Giovanni – Zerlina
- Mozart: Le nozze di Figaro – Susanna, Contessa
- Pergolesi: Stabat Mater
- Puccini: La Bohème – Mimì
- Puccini: Madama Butterfly – Cio Cio San
- Puccini: Manon Lescaut – Manon Lescaut
- Puccini: Tosca – Floria Tosca
- Puccini: Turandot – Liù
- Rossini: Guglielmo Tell – Matilde
- Tschaikowski: Eugen Onegin – Tatjana
- Tschaikowski: Pique Dame – Lisa
- Verdi: Aida – Aida
- Verdi: Don Carlos – Elisabetta
- Verdi: Ernani – Elvira
- Verdi: La forza del destino – Leonora
- Verdi: Messa da Requiem – Soprano
- Verdi: Otello – Desdemona
- Verdi: Simon Boccanegra – Amelia

## DVD
- A Life Devoted to Opera von Maria Stocker, 2011, Arthaus DVD 101519/Naxos